# White Christmas

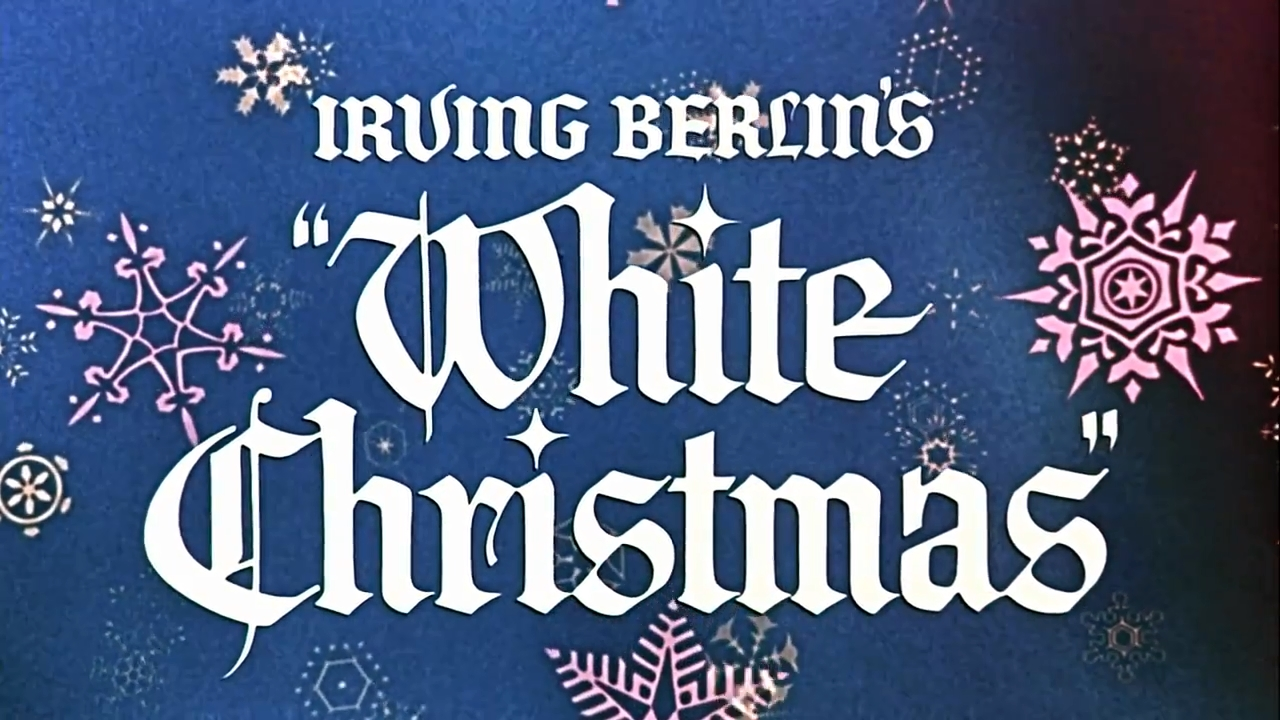
Płyta gramofonowa Irving Berlin – White Christmas

White Christmas – piosenka autorstwa Irvinga Berlina z 1941, pierwotnie wykonywana przez Binga Crosby’ego i Marthę Mears w filmie Gospoda świąteczna (1942). Od tamtego czasu pozostaje jedną z najbardziej popularnych i znanych piosenek popkultury anglosaskiej, rokrocznie przypominanej w czasie świąt Bożego Narodzenia. Niemalże każdy anglojęzyczny wykonawca wydając płytę ze świątecznymi piosenkami zamieszcza na niej „White Christmas”.
W 1995 roku swoją polskojęzyczną wersję piosenki nagrał Krzysztof Krawczyk pt. „Białe Boże Narodzenie”.

## Historia
Utwór „White Christmas” napisany przez kompozytora i tekściarza rosyjsko-żydowskiego pochodzenia Irvinga Berlina miał swą światową premierę 25 grudnia 1941, podczas cotygodniowego programu Binga Crosby’ego w radiu NBC – The Kraft Music Hall.

## Wersje innych wykonawców
Piosenka była wykonywana przez wielu artystów, m.in. Franka Sinatrę, The Drifters, Elvisa Presleya, Andy Williamsa, Smokey Robinson & The Miracles, Doris Day, The Supremes, Deana Martina, George’a Ezrę, Pentatonix, The Kelly Family, Michaela Bublé i Shanię Twain.

## Sukcesy
Za tę piosenkę film Gospoda świąteczna zdobył Oscara w kategorii „najlepsza piosenka” za 1942 rok przyznanej na 15. ceremonii wręczenia Oscarów.

### Rekordowy singiel

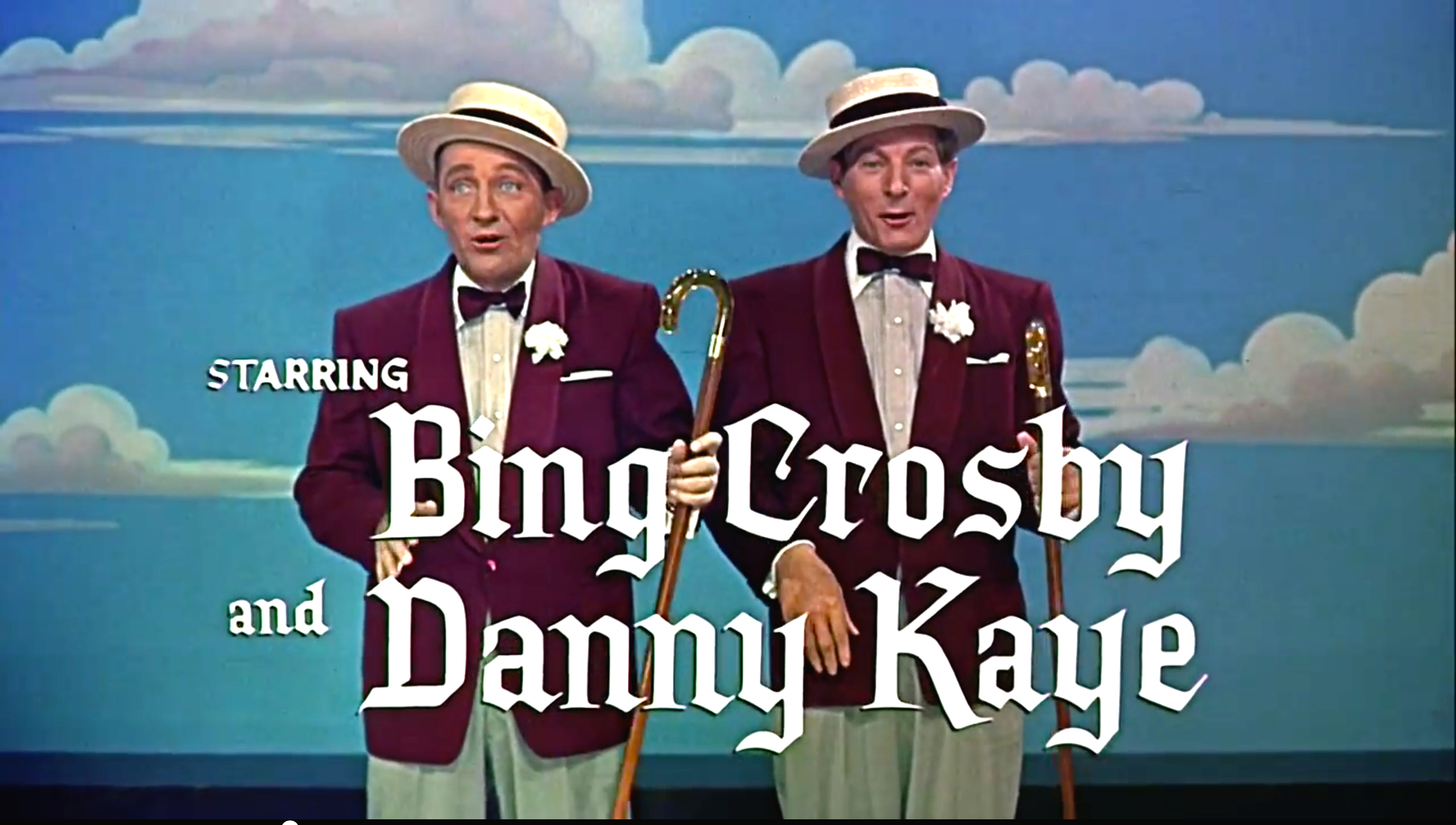
Bing Crosby i Danny Kaye – White Christmas

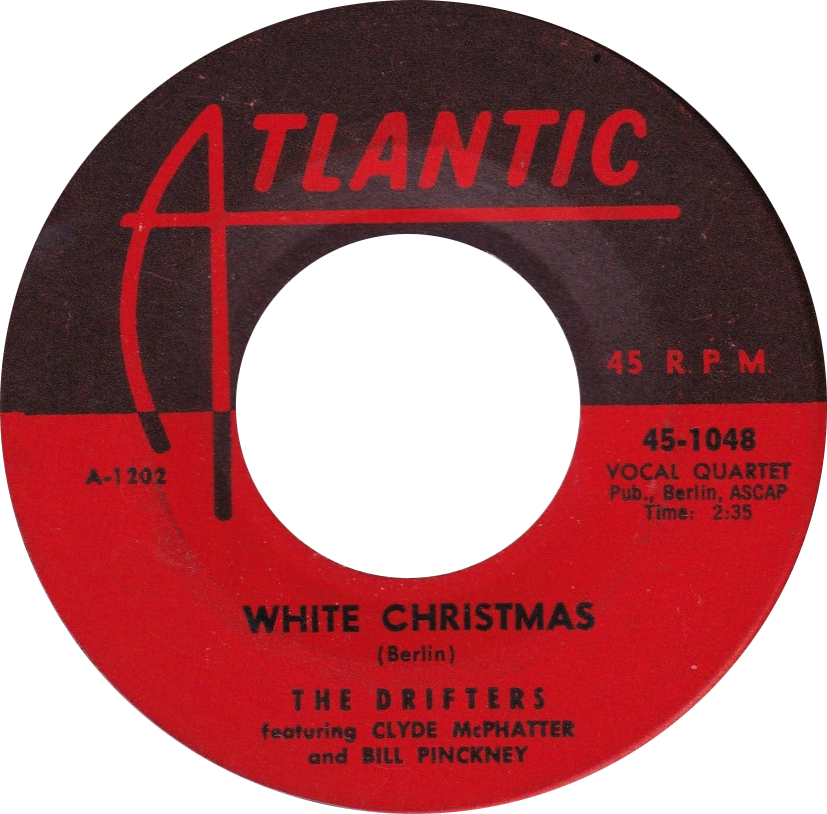
Płyta gramofonowa The Drifters – White Christmas

Piosenka „White Christmas” w wykonaniu Binga Crosby’ego pojawiała na liście magazynu Billboard każdego roku przez dwadzieścia lat (od 1942 do 1962). To wykonanie utrzymywało się 14 tygodni na szczycie list muzyki pop tygodnika Billboard, począwszy od 1942. Według Księgi rekordów Guinnessa utwór jest najlepiej sprzedającym się singlem w historii muzyki rozrywkowej.

### Popularność wśród innych artystów
„White Christmas” jest trzecim najczęściej wykonywanym utworem świątecznym wszech czasów według katalogu Amerykańskiego Stowarzyszenia Kompozytorów, Autorów i Wydawców (ASCAP). Lista opublikowana została równolegle z 100. urodzinami organizacji ASCAP, zgodnie z coroczną tradycją publikacji zestawiania najchętniej wykonywanych piosenek w poszczególnych latach.

## Kontrowersje nagrania Elvisa Presleya
W październiku 1957 został wprowadzony na rynek czwarty album Elvisa Presleya pt. Elvis’ Christmas Album. Umieszczona na nim wersja piosenki „White Christmas” stała się przedmiotem sporu i kontrowersji. Irving Berlin zażądał, aby zarówno utwór, jak i cała płyta została wycofana z odtwarzania przez rozgłośnie radiowe. Stało się tak po usłyszeniu przez kompozytora nowej wersji tego utworu w wykonaniu Presleya. Berlin nazwał takie wykonanie „profanacją i parodią cenionych świątecznych standardów”, po czym zażądał od swoich podwładnych w Nowym Jorku, aby zatelefonowali do każdej rozgłośni w Ameryce, z nakazem zaprzestania odtwarzania tej wersji jego utworu. Większość rozgłośni zignorowała kompozytora, jednakże przynajmniej jeden prezenter został zwolniony za odtwarzanie tej płyty, a niektóre rozgłośnie w Kanadzie prośbę autora spełniły. Te kontrowersje wzmogły popularność albumu.